# Ouriço (xadrez)
|   | a | b | c | d | e | f | g | h |   |
| 8 | c8 preto torre · e8 preto torre · g8 preto rei · b7 preto bispo · c7 preto rainha · d7 preto cavalo · e7 preto bispo · f7 preto peão · g7 preto peão · h7 preto peão · a6 preto peão · b6 preto peão · d6 preto peão · e6 preto peão · f6 preto cavalo · c4 branco peão · e4 branco peão · a2 branco peão · b2 branco peão · f2 branco peão · g2 branco peão · h2 branco peão | c8 preto torre · e8 preto torre · g8 preto rei · b7 preto bispo · c7 preto rainha · d7 preto cavalo · e7 preto bispo · f7 preto peão · g7 preto peão · h7 preto peão · a6 preto peão · b6 preto peão · d6 preto peão · e6 preto peão · f6 preto cavalo · c4 branco peão · e4 branco peão · a2 branco peão · b2 branco peão · f2 branco peão · g2 branco peão · h2 branco peão | c8 preto torre · e8 preto torre · g8 preto rei · b7 preto bispo · c7 preto rainha · d7 preto cavalo · e7 preto bispo · f7 preto peão · g7 preto peão · h7 preto peão · a6 preto peão · b6 preto peão · d6 preto peão · e6 preto peão · f6 preto cavalo · c4 branco peão · e4 branco peão · a2 branco peão · b2 branco peão · f2 branco peão · g2 branco peão · h2 branco peão | c8 preto torre · e8 preto torre · g8 preto rei · b7 preto bispo · c7 preto rainha · d7 preto cavalo · e7 preto bispo · f7 preto peão · g7 preto peão · h7 preto peão · a6 preto peão · b6 preto peão · d6 preto peão · e6 preto peão · f6 preto cavalo · c4 branco peão · e4 branco peão · a2 branco peão · b2 branco peão · f2 branco peão · g2 branco peão · h2 branco peão | c8 preto torre · e8 preto torre · g8 preto rei · b7 preto bispo · c7 preto rainha · d7 preto cavalo · e7 preto bispo · f7 preto peão · g7 preto peão · h7 preto peão · a6 preto peão · b6 preto peão · d6 preto peão · e6 preto peão · f6 preto cavalo · c4 branco peão · e4 branco peão · a2 branco peão · b2 branco peão · f2 branco peão · g2 branco peão · h2 branco peão | c8 preto torre · e8 preto torre · g8 preto rei · b7 preto bispo · c7 preto rainha · d7 preto cavalo · e7 preto bispo · f7 preto peão · g7 preto peão · h7 preto peão · a6 preto peão · b6 preto peão · d6 preto peão · e6 preto peão · f6 preto cavalo · c4 branco peão · e4 branco peão · a2 branco peão · b2 branco peão · f2 branco peão · g2 branco peão · h2 branco peão | c8 preto torre · e8 preto torre · g8 preto rei · b7 preto bispo · c7 preto rainha · d7 preto cavalo · e7 preto bispo · f7 preto peão · g7 preto peão · h7 preto peão · a6 preto peão · b6 preto peão · d6 preto peão · e6 preto peão · f6 preto cavalo · c4 branco peão · e4 branco peão · a2 branco peão · b2 branco peão · f2 branco peão · g2 branco peão · h2 branco peão | c8 preto torre · e8 preto torre · g8 preto rei · b7 preto bispo · c7 preto rainha · d7 preto cavalo · e7 preto bispo · f7 preto peão · g7 preto peão · h7 preto peão · a6 preto peão · b6 preto peão · d6 preto peão · e6 preto peão · f6 preto cavalo · c4 branco peão · e4 branco peão · a2 branco peão · b2 branco peão · f2 branco peão · g2 branco peão · h2 branco peão | 8 |
| 7 | c8 preto torre · e8 preto torre · g8 preto rei · b7 preto bispo · c7 preto rainha · d7 preto cavalo · e7 preto bispo · f7 preto peão · g7 preto peão · h7 preto peão · a6 preto peão · b6 preto peão · d6 preto peão · e6 preto peão · f6 preto cavalo · c4 branco peão · e4 branco peão · a2 branco peão · b2 branco peão · f2 branco peão · g2 branco peão · h2 branco peão | c8 preto torre · e8 preto torre · g8 preto rei · b7 preto bispo · c7 preto rainha · d7 preto cavalo · e7 preto bispo · f7 preto peão · g7 preto peão · h7 preto peão · a6 preto peão · b6 preto peão · d6 preto peão · e6 preto peão · f6 preto cavalo · c4 branco peão · e4 branco peão · a2 branco peão · b2 branco peão · f2 branco peão · g2 branco peão · h2 branco peão | c8 preto torre · e8 preto torre · g8 preto rei · b7 preto bispo · c7 preto rainha · d7 preto cavalo · e7 preto bispo · f7 preto peão · g7 preto peão · h7 preto peão · a6 preto peão · b6 preto peão · d6 preto peão · e6 preto peão · f6 preto cavalo · c4 branco peão · e4 branco peão · a2 branco peão · b2 branco peão · f2 branco peão · g2 branco peão · h2 branco peão | c8 preto torre · e8 preto torre · g8 preto rei · b7 preto bispo · c7 preto rainha · d7 preto cavalo · e7 preto bispo · f7 preto peão · g7 preto peão · h7 preto peão · a6 preto peão · b6 preto peão · d6 preto peão · e6 preto peão · f6 preto cavalo · c4 branco peão · e4 branco peão · a2 branco peão · b2 branco peão · f2 branco peão · g2 branco peão · h2 branco peão | c8 preto torre · e8 preto torre · g8 preto rei · b7 preto bispo · c7 preto rainha · d7 preto cavalo · e7 preto bispo · f7 preto peão · g7 preto peão · h7 preto peão · a6 preto peão · b6 preto peão · d6 preto peão · e6 preto peão · f6 preto cavalo · c4 branco peão · e4 branco peão · a2 branco peão · b2 branco peão · f2 branco peão · g2 branco peão · h2 branco peão | c8 preto torre · e8 preto torre · g8 preto rei · b7 preto bispo · c7 preto rainha · d7 preto cavalo · e7 preto bispo · f7 preto peão · g7 preto peão · h7 preto peão · a6 preto peão · b6 preto peão · d6 preto peão · e6 preto peão · f6 preto cavalo · c4 branco peão · e4 branco peão · a2 branco peão · b2 branco peão · f2 branco peão · g2 branco peão · h2 branco peão | c8 preto torre · e8 preto torre · g8 preto rei · b7 preto bispo · c7 preto rainha · d7 preto cavalo · e7 preto bispo · f7 preto peão · g7 preto peão · h7 preto peão · a6 preto peão · b6 preto peão · d6 preto peão · e6 preto peão · f6 preto cavalo · c4 branco peão · e4 branco peão · a2 branco peão · b2 branco peão · f2 branco peão · g2 branco peão · h2 branco peão | c8 preto torre · e8 preto torre · g8 preto rei · b7 preto bispo · c7 preto rainha · d7 preto cavalo · e7 preto bispo · f7 preto peão · g7 preto peão · h7 preto peão · a6 preto peão · b6 preto peão · d6 preto peão · e6 preto peão · f6 preto cavalo · c4 branco peão · e4 branco peão · a2 branco peão · b2 branco peão · f2 branco peão · g2 branco peão · h2 branco peão | 7 |
| 6 | c8 preto torre · e8 preto torre · g8 preto rei · b7 preto bispo · c7 preto rainha · d7 preto cavalo · e7 preto bispo · f7 preto peão · g7 preto peão · h7 preto peão · a6 preto peão · b6 preto peão · d6 preto peão · e6 preto peão · f6 preto cavalo · c4 branco peão · e4 branco peão · a2 branco peão · b2 branco peão · f2 branco peão · g2 branco peão · h2 branco peão | c8 preto torre · e8 preto torre · g8 preto rei · b7 preto bispo · c7 preto rainha · d7 preto cavalo · e7 preto bispo · f7 preto peão · g7 preto peão · h7 preto peão · a6 preto peão · b6 preto peão · d6 preto peão · e6 preto peão · f6 preto cavalo · c4 branco peão · e4 branco peão · a2 branco peão · b2 branco peão · f2 branco peão · g2 branco peão · h2 branco peão | c8 preto torre · e8 preto torre · g8 preto rei · b7 preto bispo · c7 preto rainha · d7 preto cavalo · e7 preto bispo · f7 preto peão · g7 preto peão · h7 preto peão · a6 preto peão · b6 preto peão · d6 preto peão · e6 preto peão · f6 preto cavalo · c4 branco peão · e4 branco peão · a2 branco peão · b2 branco peão · f2 branco peão · g2 branco peão · h2 branco peão | c8 preto torre · e8 preto torre · g8 preto rei · b7 preto bispo · c7 preto rainha · d7 preto cavalo · e7 preto bispo · f7 preto peão · g7 preto peão · h7 preto peão · a6 preto peão · b6 preto peão · d6 preto peão · e6 preto peão · f6 preto cavalo · c4 branco peão · e4 branco peão · a2 branco peão · b2 branco peão · f2 branco peão · g2 branco peão · h2 branco peão | c8 preto torre · e8 preto torre · g8 preto rei · b7 preto bispo · c7 preto rainha · d7 preto cavalo · e7 preto bispo · f7 preto peão · g7 preto peão · h7 preto peão · a6 preto peão · b6 preto peão · d6 preto peão · e6 preto peão · f6 preto cavalo · c4 branco peão · e4 branco peão · a2 branco peão · b2 branco peão · f2 branco peão · g2 branco peão · h2 branco peão | c8 preto torre · e8 preto torre · g8 preto rei · b7 preto bispo · c7 preto rainha · d7 preto cavalo · e7 preto bispo · f7 preto peão · g7 preto peão · h7 preto peão · a6 preto peão · b6 preto peão · d6 preto peão · e6 preto peão · f6 preto cavalo · c4 branco peão · e4 branco peão · a2 branco peão · b2 branco peão · f2 branco peão · g2 branco peão · h2 branco peão | c8 preto torre · e8 preto torre · g8 preto rei · b7 preto bispo · c7 preto rainha · d7 preto cavalo · e7 preto bispo · f7 preto peão · g7 preto peão · h7 preto peão · a6 preto peão · b6 preto peão · d6 preto peão · e6 preto peão · f6 preto cavalo · c4 branco peão · e4 branco peão · a2 branco peão · b2 branco peão · f2 branco peão · g2 branco peão · h2 branco peão | c8 preto torre · e8 preto torre · g8 preto rei · b7 preto bispo · c7 preto rainha · d7 preto cavalo · e7 preto bispo · f7 preto peão · g7 preto peão · h7 preto peão · a6 preto peão · b6 preto peão · d6 preto peão · e6 preto peão · f6 preto cavalo · c4 branco peão · e4 branco peão · a2 branco peão · b2 branco peão · f2 branco peão · g2 branco peão · h2 branco peão | 6 |
| 5 | c8 preto torre · e8 preto torre · g8 preto rei · b7 preto bispo · c7 preto rainha · d7 preto cavalo · e7 preto bispo · f7 preto peão · g7 preto peão · h7 preto peão · a6 preto peão · b6 preto peão · d6 preto peão · e6 preto peão · f6 preto cavalo · c4 branco peão · e4 branco peão · a2 branco peão · b2 branco peão · f2 branco peão · g2 branco peão · h2 branco peão | c8 preto torre · e8 preto torre · g8 preto rei · b7 preto bispo · c7 preto rainha · d7 preto cavalo · e7 preto bispo · f7 preto peão · g7 preto peão · h7 preto peão · a6 preto peão · b6 preto peão · d6 preto peão · e6 preto peão · f6 preto cavalo · c4 branco peão · e4 branco peão · a2 branco peão · b2 branco peão · f2 branco peão · g2 branco peão · h2 branco peão | c8 preto torre · e8 preto torre · g8 preto rei · b7 preto bispo · c7 preto rainha · d7 preto cavalo · e7 preto bispo · f7 preto peão · g7 preto peão · h7 preto peão · a6 preto peão · b6 preto peão · d6 preto peão · e6 preto peão · f6 preto cavalo · c4 branco peão · e4 branco peão · a2 branco peão · b2 branco peão · f2 branco peão · g2 branco peão · h2 branco peão | c8 preto torre · e8 preto torre · g8 preto rei · b7 preto bispo · c7 preto rainha · d7 preto cavalo · e7 preto bispo · f7 preto peão · g7 preto peão · h7 preto peão · a6 preto peão · b6 preto peão · d6 preto peão · e6 preto peão · f6 preto cavalo · c4 branco peão · e4 branco peão · a2 branco peão · b2 branco peão · f2 branco peão · g2 branco peão · h2 branco peão | c8 preto torre · e8 preto torre · g8 preto rei · b7 preto bispo · c7 preto rainha · d7 preto cavalo · e7 preto bispo · f7 preto peão · g7 preto peão · h7 preto peão · a6 preto peão · b6 preto peão · d6 preto peão · e6 preto peão · f6 preto cavalo · c4 branco peão · e4 branco peão · a2 branco peão · b2 branco peão · f2 branco peão · g2 branco peão · h2 branco peão | c8 preto torre · e8 preto torre · g8 preto rei · b7 preto bispo · c7 preto rainha · d7 preto cavalo · e7 preto bispo · f7 preto peão · g7 preto peão · h7 preto peão · a6 preto peão · b6 preto peão · d6 preto peão · e6 preto peão · f6 preto cavalo · c4 branco peão · e4 branco peão · a2 branco peão · b2 branco peão · f2 branco peão · g2 branco peão · h2 branco peão | c8 preto torre · e8 preto torre · g8 preto rei · b7 preto bispo · c7 preto rainha · d7 preto cavalo · e7 preto bispo · f7 preto peão · g7 preto peão · h7 preto peão · a6 preto peão · b6 preto peão · d6 preto peão · e6 preto peão · f6 preto cavalo · c4 branco peão · e4 branco peão · a2 branco peão · b2 branco peão · f2 branco peão · g2 branco peão · h2 branco peão | c8 preto torre · e8 preto torre · g8 preto rei · b7 preto bispo · c7 preto rainha · d7 preto cavalo · e7 preto bispo · f7 preto peão · g7 preto peão · h7 preto peão · a6 preto peão · b6 preto peão · d6 preto peão · e6 preto peão · f6 preto cavalo · c4 branco peão · e4 branco peão · a2 branco peão · b2 branco peão · f2 branco peão · g2 branco peão · h2 branco peão | 5 |
| 4 | c8 preto torre · e8 preto torre · g8 preto rei · b7 preto bispo · c7 preto rainha · d7 preto cavalo · e7 preto bispo · f7 preto peão · g7 preto peão · h7 preto peão · a6 preto peão · b6 preto peão · d6 preto peão · e6 preto peão · f6 preto cavalo · c4 branco peão · e4 branco peão · a2 branco peão · b2 branco peão · f2 branco peão · g2 branco peão · h2 branco peão | c8 preto torre · e8 preto torre · g8 preto rei · b7 preto bispo · c7 preto rainha · d7 preto cavalo · e7 preto bispo · f7 preto peão · g7 preto peão · h7 preto peão · a6 preto peão · b6 preto peão · d6 preto peão · e6 preto peão · f6 preto cavalo · c4 branco peão · e4 branco peão · a2 branco peão · b2 branco peão · f2 branco peão · g2 branco peão · h2 branco peão | c8 preto torre · e8 preto torre · g8 preto rei · b7 preto bispo · c7 preto rainha · d7 preto cavalo · e7 preto bispo · f7 preto peão · g7 preto peão · h7 preto peão · a6 preto peão · b6 preto peão · d6 preto peão · e6 preto peão · f6 preto cavalo · c4 branco peão · e4 branco peão · a2 branco peão · b2 branco peão · f2 branco peão · g2 branco peão · h2 branco peão | c8 preto torre · e8 preto torre · g8 preto rei · b7 preto bispo · c7 preto rainha · d7 preto cavalo · e7 preto bispo · f7 preto peão · g7 preto peão · h7 preto peão · a6 preto peão · b6 preto peão · d6 preto peão · e6 preto peão · f6 preto cavalo · c4 branco peão · e4 branco peão · a2 branco peão · b2 branco peão · f2 branco peão · g2 branco peão · h2 branco peão | c8 preto torre · e8 preto torre · g8 preto rei · b7 preto bispo · c7 preto rainha · d7 preto cavalo · e7 preto bispo · f7 preto peão · g7 preto peão · h7 preto peão · a6 preto peão · b6 preto peão · d6 preto peão · e6 preto peão · f6 preto cavalo · c4 branco peão · e4 branco peão · a2 branco peão · b2 branco peão · f2 branco peão · g2 branco peão · h2 branco peão | c8 preto torre · e8 preto torre · g8 preto rei · b7 preto bispo · c7 preto rainha · d7 preto cavalo · e7 preto bispo · f7 preto peão · g7 preto peão · h7 preto peão · a6 preto peão · b6 preto peão · d6 preto peão · e6 preto peão · f6 preto cavalo · c4 branco peão · e4 branco peão · a2 branco peão · b2 branco peão · f2 branco peão · g2 branco peão · h2 branco peão | c8 preto torre · e8 preto torre · g8 preto rei · b7 preto bispo · c7 preto rainha · d7 preto cavalo · e7 preto bispo · f7 preto peão · g7 preto peão · h7 preto peão · a6 preto peão · b6 preto peão · d6 preto peão · e6 preto peão · f6 preto cavalo · c4 branco peão · e4 branco peão · a2 branco peão · b2 branco peão · f2 branco peão · g2 branco peão · h2 branco peão | c8 preto torre · e8 preto torre · g8 preto rei · b7 preto bispo · c7 preto rainha · d7 preto cavalo · e7 preto bispo · f7 preto peão · g7 preto peão · h7 preto peão · a6 preto peão · b6 preto peão · d6 preto peão · e6 preto peão · f6 preto cavalo · c4 branco peão · e4 branco peão · a2 branco peão · b2 branco peão · f2 branco peão · g2 branco peão · h2 branco peão | 4 |
| 3 | c8 preto torre · e8 preto torre · g8 preto rei · b7 preto bispo · c7 preto rainha · d7 preto cavalo · e7 preto bispo · f7 preto peão · g7 preto peão · h7 preto peão · a6 preto peão · b6 preto peão · d6 preto peão · e6 preto peão · f6 preto cavalo · c4 branco peão · e4 branco peão · a2 branco peão · b2 branco peão · f2 branco peão · g2 branco peão · h2 branco peão | c8 preto torre · e8 preto torre · g8 preto rei · b7 preto bispo · c7 preto rainha · d7 preto cavalo · e7 preto bispo · f7 preto peão · g7 preto peão · h7 preto peão · a6 preto peão · b6 preto peão · d6 preto peão · e6 preto peão · f6 preto cavalo · c4 branco peão · e4 branco peão · a2 branco peão · b2 branco peão · f2 branco peão · g2 branco peão · h2 branco peão | c8 preto torre · e8 preto torre · g8 preto rei · b7 preto bispo · c7 preto rainha · d7 preto cavalo · e7 preto bispo · f7 preto peão · g7 preto peão · h7 preto peão · a6 preto peão · b6 preto peão · d6 preto peão · e6 preto peão · f6 preto cavalo · c4 branco peão · e4 branco peão · a2 branco peão · b2 branco peão · f2 branco peão · g2 branco peão · h2 branco peão | c8 preto torre · e8 preto torre · g8 preto rei · b7 preto bispo · c7 preto rainha · d7 preto cavalo · e7 preto bispo · f7 preto peão · g7 preto peão · h7 preto peão · a6 preto peão · b6 preto peão · d6 preto peão · e6 preto peão · f6 preto cavalo · c4 branco peão · e4 branco peão · a2 branco peão · b2 branco peão · f2 branco peão · g2 branco peão · h2 branco peão | c8 preto torre · e8 preto torre · g8 preto rei · b7 preto bispo · c7 preto rainha · d7 preto cavalo · e7 preto bispo · f7 preto peão · g7 preto peão · h7 preto peão · a6 preto peão · b6 preto peão · d6 preto peão · e6 preto peão · f6 preto cavalo · c4 branco peão · e4 branco peão · a2 branco peão · b2 branco peão · f2 branco peão · g2 branco peão · h2 branco peão | c8 preto torre · e8 preto torre · g8 preto rei · b7 preto bispo · c7 preto rainha · d7 preto cavalo · e7 preto bispo · f7 preto peão · g7 preto peão · h7 preto peão · a6 preto peão · b6 preto peão · d6 preto peão · e6 preto peão · f6 preto cavalo · c4 branco peão · e4 branco peão · a2 branco peão · b2 branco peão · f2 branco peão · g2 branco peão · h2 branco peão | c8 preto torre · e8 preto torre · g8 preto rei · b7 preto bispo · c7 preto rainha · d7 preto cavalo · e7 preto bispo · f7 preto peão · g7 preto peão · h7 preto peão · a6 preto peão · b6 preto peão · d6 preto peão · e6 preto peão · f6 preto cavalo · c4 branco peão · e4 branco peão · a2 branco peão · b2 branco peão · f2 branco peão · g2 branco peão · h2 branco peão | c8 preto torre · e8 preto torre · g8 preto rei · b7 preto bispo · c7 preto rainha · d7 preto cavalo · e7 preto bispo · f7 preto peão · g7 preto peão · h7 preto peão · a6 preto peão · b6 preto peão · d6 preto peão · e6 preto peão · f6 preto cavalo · c4 branco peão · e4 branco peão · a2 branco peão · b2 branco peão · f2 branco peão · g2 branco peão · h2 branco peão | 3 |
| 2 | c8 preto torre · e8 preto torre · g8 preto rei · b7 preto bispo · c7 preto rainha · d7 preto cavalo · e7 preto bispo · f7 preto peão · g7 preto peão · h7 preto peão · a6 preto peão · b6 preto peão · d6 preto peão · e6 preto peão · f6 preto cavalo · c4 branco peão · e4 branco peão · a2 branco peão · b2 branco peão · f2 branco peão · g2 branco peão · h2 branco peão | c8 preto torre · e8 preto torre · g8 preto rei · b7 preto bispo · c7 preto rainha · d7 preto cavalo · e7 preto bispo · f7 preto peão · g7 preto peão · h7 preto peão · a6 preto peão · b6 preto peão · d6 preto peão · e6 preto peão · f6 preto cavalo · c4 branco peão · e4 branco peão · a2 branco peão · b2 branco peão · f2 branco peão · g2 branco peão · h2 branco peão | c8 preto torre · e8 preto torre · g8 preto rei · b7 preto bispo · c7 preto rainha · d7 preto cavalo · e7 preto bispo · f7 preto peão · g7 preto peão · h7 preto peão · a6 preto peão · b6 preto peão · d6 preto peão · e6 preto peão · f6 preto cavalo · c4 branco peão · e4 branco peão · a2 branco peão · b2 branco peão · f2 branco peão · g2 branco peão · h2 branco peão | c8 preto torre · e8 preto torre · g8 preto rei · b7 preto bispo · c7 preto rainha · d7 preto cavalo · e7 preto bispo · f7 preto peão · g7 preto peão · h7 preto peão · a6 preto peão · b6 preto peão · d6 preto peão · e6 preto peão · f6 preto cavalo · c4 branco peão · e4 branco peão · a2 branco peão · b2 branco peão · f2 branco peão · g2 branco peão · h2 branco peão | c8 preto torre · e8 preto torre · g8 preto rei · b7 preto bispo · c7 preto rainha · d7 preto cavalo · e7 preto bispo · f7 preto peão · g7 preto peão · h7 preto peão · a6 preto peão · b6 preto peão · d6 preto peão · e6 preto peão · f6 preto cavalo · c4 branco peão · e4 branco peão · a2 branco peão · b2 branco peão · f2 branco peão · g2 branco peão · h2 branco peão | c8 preto torre · e8 preto torre · g8 preto rei · b7 preto bispo · c7 preto rainha · d7 preto cavalo · e7 preto bispo · f7 preto peão · g7 preto peão · h7 preto peão · a6 preto peão · b6 preto peão · d6 preto peão · e6 preto peão · f6 preto cavalo · c4 branco peão · e4 branco peão · a2 branco peão · b2 branco peão · f2 branco peão · g2 branco peão · h2 branco peão | c8 preto torre · e8 preto torre · g8 preto rei · b7 preto bispo · c7 preto rainha · d7 preto cavalo · e7 preto bispo · f7 preto peão · g7 preto peão · h7 preto peão · a6 preto peão · b6 preto peão · d6 preto peão · e6 preto peão · f6 preto cavalo · c4 branco peão · e4 branco peão · a2 branco peão · b2 branco peão · f2 branco peão · g2 branco peão · h2 branco peão | c8 preto torre · e8 preto torre · g8 preto rei · b7 preto bispo · c7 preto rainha · d7 preto cavalo · e7 preto bispo · f7 preto peão · g7 preto peão · h7 preto peão · a6 preto peão · b6 preto peão · d6 preto peão · e6 preto peão · f6 preto cavalo · c4 branco peão · e4 branco peão · a2 branco peão · b2 branco peão · f2 branco peão · g2 branco peão · h2 branco peão | 2 |
| 1 | c8 preto torre · e8 preto torre · g8 preto rei · b7 preto bispo · c7 preto rainha · d7 preto cavalo · e7 preto bispo · f7 preto peão · g7 preto peão · h7 preto peão · a6 preto peão · b6 preto peão · d6 preto peão · e6 preto peão · f6 preto cavalo · c4 branco peão · e4 branco peão · a2 branco peão · b2 branco peão · f2 branco peão · g2 branco peão · h2 branco peão | c8 preto torre · e8 preto torre · g8 preto rei · b7 preto bispo · c7 preto rainha · d7 preto cavalo · e7 preto bispo · f7 preto peão · g7 preto peão · h7 preto peão · a6 preto peão · b6 preto peão · d6 preto peão · e6 preto peão · f6 preto cavalo · c4 branco peão · e4 branco peão · a2 branco peão · b2 branco peão · f2 branco peão · g2 branco peão · h2 branco peão | c8 preto torre · e8 preto torre · g8 preto rei · b7 preto bispo · c7 preto rainha · d7 preto cavalo · e7 preto bispo · f7 preto peão · g7 preto peão · h7 preto peão · a6 preto peão · b6 preto peão · d6 preto peão · e6 preto peão · f6 preto cavalo · c4 branco peão · e4 branco peão · a2 branco peão · b2 branco peão · f2 branco peão · g2 branco peão · h2 branco peão | c8 preto torre · e8 preto torre · g8 preto rei · b7 preto bispo · c7 preto rainha · d7 preto cavalo · e7 preto bispo · f7 preto peão · g7 preto peão · h7 preto peão · a6 preto peão · b6 preto peão · d6 preto peão · e6 preto peão · f6 preto cavalo · c4 branco peão · e4 branco peão · a2 branco peão · b2 branco peão · f2 branco peão · g2 branco peão · h2 branco peão | c8 preto torre · e8 preto torre · g8 preto rei · b7 preto bispo · c7 preto rainha · d7 preto cavalo · e7 preto bispo · f7 preto peão · g7 preto peão · h7 preto peão · a6 preto peão · b6 preto peão · d6 preto peão · e6 preto peão · f6 preto cavalo · c4 branco peão · e4 branco peão · a2 branco peão · b2 branco peão · f2 branco peão · g2 branco peão · h2 branco peão | c8 preto torre · e8 preto torre · g8 preto rei · b7 preto bispo · c7 preto rainha · d7 preto cavalo · e7 preto bispo · f7 preto peão · g7 preto peão · h7 preto peão · a6 preto peão · b6 preto peão · d6 preto peão · e6 preto peão · f6 preto cavalo · c4 branco peão · e4 branco peão · a2 branco peão · b2 branco peão · f2 branco peão · g2 branco peão · h2 branco peão | c8 preto torre · e8 preto torre · g8 preto rei · b7 preto bispo · c7 preto rainha · d7 preto cavalo · e7 preto bispo · f7 preto peão · g7 preto peão · h7 preto peão · a6 preto peão · b6 preto peão · d6 preto peão · e6 preto peão · f6 preto cavalo · c4 branco peão · e4 branco peão · a2 branco peão · b2 branco peão · f2 branco peão · g2 branco peão · h2 branco peão | c8 preto torre · e8 preto torre · g8 preto rei · b7 preto bispo · c7 preto rainha · d7 preto cavalo · e7 preto bispo · f7 preto peão · g7 preto peão · h7 preto peão · a6 preto peão · b6 preto peão · d6 preto peão · e6 preto peão · f6 preto cavalo · c4 branco peão · e4 branco peão · a2 branco peão · b2 branco peão · f2 branco peão · g2 branco peão · h2 branco peão | 1 |
|   | a | b | c | d | e | f | g | h |   |

No xadrez, o Ouriço é uma formação de peão, adotado no geral pelas pretas, que pode surgir através de várias aberturas. As pretas trocam seu peão em c5 pelo peão das brancas em d4, e então posiciona peões em a6, b6, d6 e e6, atrás do qual as pretas desenvolvem suas forças. Tipicamente, os bispos são colocados em b7 e e7, cavalos em d7 e f6, a dama em c7, e as torres, em c8 e e8 (ou d8, para suportar o peão d6, e suportando d6-d5, e permitindo o cavalo em f6 alcançar e8 se a defesa de d6 se necessário). Embora a posição das pretas seja apertada, possui grande energia latente, eque pode ser lançada caso as pretas possam jogar…b5 ou…d5. Estes peões são particularmente efetivos visto que as brancas geralmente colocam seus peões em c4 e e4.
Uma vez que a estrutura ouriço básica esteja colocada, e dependendo da reação das brancas, as pretas possuem várias maneiras de reorganizar suas peças. O cavalo em d7 comumente move para c5, onde ataca um peão em e4; ou para e5, onde ataca um peão em c4. O cavalo em f6 pode ir para e8 para defender o peão d6, ou d7 ou mesmo h5, se tais quadrados não estão ocupados. A rainha preta pode ser colocada em b8 (mostrando a torre e possivelmente suportando…b5), ou a8 (tendo d5 como alvo). Por vezes, as pretas jogam…Bf8,…g6 e…Bg7 (ou mais simplesmente…Bf6, se o cavalo em f6 já moveu) para exercer alguma influência sobre d4, enquanto que o mesmo bispo pode ser movido para c7 via d8, para atacar as brancas do lado do rei (em conjunto com a rainha em b8). Existem também situações onde as pretas podem exercer um ataque contra as brancas do lado do rei movendo…Rh8,…Tg8 e…g5, comumente seguido por torres duplas na coluna g, e movendo o peão g para g4.
Tradicionalmente, o ouriço foi mal-visto como uma estratégia de xadrez, visto que as pretas possuem pouco espaço para manobrar. Durante o início da década de 1970, "Ouriço" era um termo genérico para qualquer posição apertada, defensiva e difícil de atacar", embora atualmente refere-se especificamente a esta posição. O Ouriço foi analisado extensivamente durante a década de 1970. Apesar do aperto, a posição das pretas também é relativamente livre de fraquezas, sendo que as brancas não possuem um método óbvio de ataque contra a estrutura de peões das pretas, enquanto que estas possuem vários métodos de contra-ataque.
As ideias por trás do ouriço foram originalmente desenvolvidas na Abertura Inglesa. A Defesa Ouriço em particular, refere-se a uma variação do inglês simétrico (1.c4 c5), onde as pretas adotam 1.c4 c5 2.Cf3 Cf6 3.g3 b6 4.Bg2 Bb7 5.Cc3 e6 6.0-0 Be7 7.d4 cxd4 8.Dxd4 d6. Outras aberturas onde as pretas utilizam este método incluem a Defesa Índia da Dama e as variações Taimanov e Kan da Defesa Siciliana.
As brancas também são capazes de adotar o ouriço, embora isto ocorra mais raramente. Uma instância famosa ocorreu em Fischer - Andersson, Siegen 1970. Bobby Fischer, jogando com as brancas, venceu, via Kh1/Rg1/g4, que impressionou Ulf Andersson ao ponto deste tornar-se um dos maiores proponentes do ouriço, posteriormente.